# Municipio de Hurley (Dakota del Norte)
El municipio de Hurley (en inglés: Hurley Township) es un municipio ubicado en el condado de Renville en el estado estadounidense de Dakota del Norte. En el año 2010 tenía una población de 40 habitantes y una densidad poblacional de 0,43 personas por km².

## Geografía
El municipio de Hurley se encuentra ubicado en las coordenadas 48°50′39″N 101°32′58″O / 48.84417, -101.54944. Según la Oficina del Censo de los Estados Unidos, el municipio tiene una superficie total de 92.38 km², de la cual 92,3 km² corresponden a tierra firme y (0,09 %) 0,09 km² es agua.

## Demografía
Según el censo de 2010, había 40 personas residiendo en el municipio de Hurley. La densidad de población era de 0,43 hab./km². De los 40 habitantes, el municipio de Hurley estaba compuesto por el 100 % blancos. Del total de la población el 0 % eran hispanos o latinos de cualquier raza.